# Symplocos truncata
Symplocos truncata är en tvåhjärtbladig växtart som beskrevs av B. Ståhl. Symplocos truncata ingår i släktet Symplocos och familjen Symplocaceae. Inga underarter finns listade i Catalogue of Life.